# Cichlasoma stenozonum
Cichlasoma stenozonum är en fiskart som beskrevs av Hubbs, 1936. Cichlasoma stenozonum ingår i släktet Cichlasoma och familjen Cichlidae. Inga underarter finns listade i Catalogue of Life.